# Richard Möbius (Architekt)
Richard Möbius (* 7. Juni 1859 in Hosterwitz bei Dresden; † 8. April 1945 in Arnsdorf) war ein deutscher Architekt und Baubeamter, der von 1900 bis 1925 als Stadtbaurat in Chemnitz amtierte und dort das kommunale Bauwesen prägte.

## Leben
Bis 1884 studierte Möbius am Polytechnikum Dresden und schloss mit dem Diplom ab. Anschließend war er Stadtbaumeister in Zwickau und Dresden, bevor er im Jahr 1900 zum Stadtbaurat in Chemnitz berufen wurde.
Im Jahre 1900 wurde das Chemnitzer Stadtbauamt in zwei eigenständige Ämter aufgeteilt. Stadtbaurat Eduard Hechler, der das Amt seit 1880 leitete, blieb bis zu seiner Pensionierung im Jahr 1909 für den Tiefbau und die technischen Betriebe der Kommune zuständig. Das neugeschaffene Hochbauamt ging an den aus Dresden kommenden Richard Möbius über, der die Funktion bis 1925 behielt.
In den 25 Jahren seines Wirkens in Chemnitz entwickelte sich die Stadt rasant. Das erste Schulgebäude, das unter Möbius’ Zuständigkeit errichtet wurde, war die Westschule auf dem Kaßberg. Sie wurde 1902/1903 als 2. Mädchenbürgerschule erbaut, später jedoch in eine Höhere Mädchenschule umgewandelt.
Unter seiner Leitung wurden am heutigen Theaterplatz von 1906 bis 1909 das Neue Stadttheater (seit 1925 Opernhaus) und das König-Albert-Museum (heute Kunstsammlungen) gebaut. Die festliche Einweihung beider Gebäude fand in Anwesenheit von König Friedrich August III. am 1. September 1909 statt. Etwa zur gleichen Zeit (1907–1911) entstand das neue Chemnitzer Rathaus, das ebenfalls unter seiner Leitung errichtet wurde.
Infolge des Ersten Weltkriegs kam das öffentliche und private Bauen größtenteils zum Erliegen und setzte erst um 1925 – als er in den Ruhestand ging – wieder ein. Sein Nachfolger wurde Fred Otto.
Richard Möbius war zweimal verheiratet und hatte fünf Kinder. Zu den vier Söhnen aus der ersten Ehe gehörte der Schriftsteller Martin Richard Möbius (1892 – um 1952), der auch über Architektur publizierte (u. a. in der Schriftenreihe Neue Werkkunst).

## Bauten
- 17 Schulbauten in Chemnitz, mehrere Gebäude für das Gesundheits- und Sozialwesen
- 1905: Leihamt und Hauptfeuerwache in Chemnitz
- 1909: König-Albert-Museum und Neues Theater in Chemnitz
- 1911: Neues Rathaus in Chemnitz
- 1915: Küchwaldkrankenhaus in Chemnitz